# Godfried Lannoo
Godfried, Joseph, Maria, chevalier Lannoo, né le 7 mai 1927 à Tielt et mort le 24 mai 2012 dans la même ville, est un éditeur belge flamand.
Il est agrégé de l'Hoger Instituut voor Grafische Kunsten à Anvers.

## Mandats et mandats passés
- administrateur-délégué de la maison d'édition Lannoo
- administrateur :
  - de l’imprimerie Lannoo
  - du VEV
  - du Plantin Genootschap à Anvers
  - de Openbaar Kunstbezit in Vlaanderen
  - de l'Association de Promotion du Livre flamand
  - de l'Association d'Éditeurs de Livres en langue néerlandaise
  - de la Gewestelijke Ontwikkelingsmaatschappij West-Vlaanderen
- membre du CA de Kredietbank

## Distinctions
- Officier de l'ordre de Léopold
- Chevalier de l’ordre ludique 't Manneke uit de Mane en 1985

Il fut élevé au rang de chevalier par SM le roi Albert II de Belgique en 1996.